# فرودگاه فرست فلایت
فرودگاه فرست فلایت (به انگلیسی: First Flight Airport) یک فرودگاه همگانی بهره‌برداری هوایی با کد یاتا FFA است که یک باند فرود آسفالت دارد و طول باند آن ۹۱۴ متر است. این فرودگاه در کشور ایالات متحده آمریکا قرار دارد و در ارتفاع ۴ متری از سطح دریا واقع شده است.